# Célula neuroendocrina

Las células neuroendócrinas son células que reciben impulsos neuronales (neurotransmisores liberados por neuronas o células neurosecretoras) y, como consecuencia de estos impulsos, liberan moléculas mensajeras (hormonas) en la sangre. De esta forma provocan una integración entre el sistema nervioso y el sistema endocrino, proceso conocido como integración neuroendócrina. Este tipo de células dentro de los descriptores DeCS/MeSH propuestos por la Organización Mundial de la Salud, las define desde 2009 como:
Neuronas especializadas que producen hormonas, como los neuropéptidos o aminas biogénicas. Se encuentran generalmente en el sistema nervioso, como en el hipotálamo, pero también pueden ser encontrados en otros órganos o sistemas. Estas neuronas contienen gránulos neurosecretores densos y pro-propteínas convertasas que permiten la rápida liberación de neurohormonas en la circulación sanguínea estimulada.
 El principal centro de integración neuroendocrina del cuerpo se encuentra en el hipotálamo y la glándula hipófisis. Allí, las células neurosecretoras hipotalámicas liberan factores (hormonas liberadoras) a la sangre. Algunos de estos factores, que se liberan en la eminencia media del hipotálamo, controlan la secreción de hormonas hipofisarias, mientras que otras hormonas (la oxitocina y la vasopresina) se liberan directamente en la sangre.
Las células del sistema APUD se consideran parte del sistema neuroendocrino y comparten muchas propiedades de tinción con las células neuroendócrinas.

## Funciones
Entre las funciones de las células neuroendócrinas están:
- La liberación de enzimas digestivas para descomponer los alimentos.
- La rapidez con la que se mueve la comida a través del tracto gastrointestinal, el aire y el flujo sanguíneo a través de los pulmones.
- La presión arterial y la frecuencia cardíaca.
- La cantidad de azúcar (glucosa) en la sangre.
- Crecimiento de los huesos y desarrollo muscular.

### Hormonas
Entre las hormonas y péptidos secretados por las células neuroendócrinas se encuentran:
- La serotonina (5-HT o 5-hidroxitriptamina), neurotransmisor que ayuda con la digestión. Gran parte de la serotonina se produce en las células neuroendocrinas del tracto digestivo, donde controla el movimiento de los alimentos.
- La gastrina, le dice al estómago que libere ácido y enzimas para ayudar con la digestión.
- La insulina es producida por las células de los islotes pancreáticos. Reduce el nivel de glucosa en la sangre y controla cuándo las células absorben glucosa para obtener energía.[1]
- La epinefrina (adrenalina) es producida por células neuroendocrinas de la glándula suprarrenal. Se libera en momentos de estrés, aumenta la frecuencia cardíaca y la presión arterial.
- La hormona del crecimiento se produce en la hipófisis. Promueve el crecimiento y desarrollo de huesos y músculos.

## Sistema neuroendocrino
El sistema neuroendocrino es una red de células altamente especializadas que se distribuyen por todo el cuerpo, está formado por el sistema neuroendocrino difuso y el sistema endocrino. Está formado por células especiales llamadas células neuroendocrinas que se distribuyen por todo el cuerpo. Las células neuroendocrinas son como las neuronas, pero también producen hormonas como las células endocrinas. Reciben mensajes (señales) del sistema nervioso y responden produciendo y liberando hormonas dentro de los capilares sanguíneos.

### Sistema neuroendocrino difuso
Como sugiere su nombre, se encuentran dispersas entre varias regiones diferentes del cuerpo. Las células neuroendocrinas del tracto gastrointestinal controlan la liberación de enzimas digestivas y regulan la función intestinal. Asimismo, las células neuroendocrinas de los pulmones ayudan a mantener determinadas funciones de los órganos respiratorios. Los grupos de células neuroendocrinas conocidas como paraganglios también se encuentran a lo largo de la columna vertebral y dentro y alrededor de las glándulas suprarrenales. Estas células producen las hormonas epinefrina y norepinefrina, que controlan la presión arterial, la frecuencia cardíaca, la relajación muscular y otras funciones corporales.
- Sistema hipotalámico-neurohipofisario, secreta dos hormonas peptídicas directamente en la sangre, vasopresina y oxitocina.[5]
- Eje hipotalámico-hipofisario-adrenal (Hypothalamic–pituitary–adrenal eje HPA en  inglés) comprendido por el factor de liberación de corticotropina (CRF), liberado por el hipotálamo; hormona adrenocorticotrópica (ACTH), liberada por la pituitaria anterior; y glucocorticoides, liberados por la corteza suprarrenal.[5]
- Eje hipotalámico-hipofisario-tiroideo (Hypothalamic–pituitary–thyroid eje HPT en inglés) consiste en la hormona liberadora de tirotropina hipotalámica (TRH); la hormona estimulante del tiroides (TSH) de la hipófisis anterior; y las hormonas tiroideas T3 y T4.[5]
- Eje hipotalámico-hipofisario-gonadal (Hypothalamic–pituitary–gonadal eje HPG en inglés), comprende la hormona liberadora de gonadotropina hipotalámica (GnRH), la hormona luteinizante de la hipófisis anterior (LH) y la hormona estimulante del folículo (FSH), y los esteroides gonadales.[5]

### Sistema endocrino
El sistema endocrino comprende las glándulas pituitaria, suprarrenal, pineal, tiroidea y paratiroidea, así como las células de los islotes del páncreas y los ovarios de las mujeres y los testículos de los hombres. La tiroides, el páncreas, los ovarios y los testículos contienen células neuroendocrinas dispersas que realizan funciones especializadas.

## Ejemplos
Su desarrollo se basa en la expresión de los factores de transcripción bHLH, ASCL1 y NEUROG3, con los papeles diferenciales que desempeñan estos dos factores de transcripción en la formación y diferenciación de las células NE del sistema NE difuso. Mientras que ASCL1 impulsa el compromiso del linaje PNEC en el pulmón, NEUROG3 es esencial para la formación de EEC y pEC intestinales.

### Células neuroendocrinas pulmonares
Las células neuroendócrinas pulmonares (PNEC) son células epiteliales especializadas de las vías respiratorias que se presentan como células aisladas o agrupaciones llamadas cuerpos neuroepiteliales (NEB) en el pulmón. Las células neuroendócrinas pulmonares también se conocen como células de Kulchitsky o células K. Están ubicados en el epitelio respiratorio del tracto respiratorio superior e inferior. Las PNEC y los NEB se encuentran en las etapas fetal y neonatal de las vías respiratorias pulmonares. Estas células tienen forma de botella o matraz y van desde la membrana basal hasta el lumen. Se pueden distinguir por su perfil de aminas y péptidos bioactivos, a saber, serotonina, calcitonina, péptido relacionado con el gen de la calcitonina (CGRP), cromogranina A, péptido liberador de gastrina (GRP) y colecistoquinina.

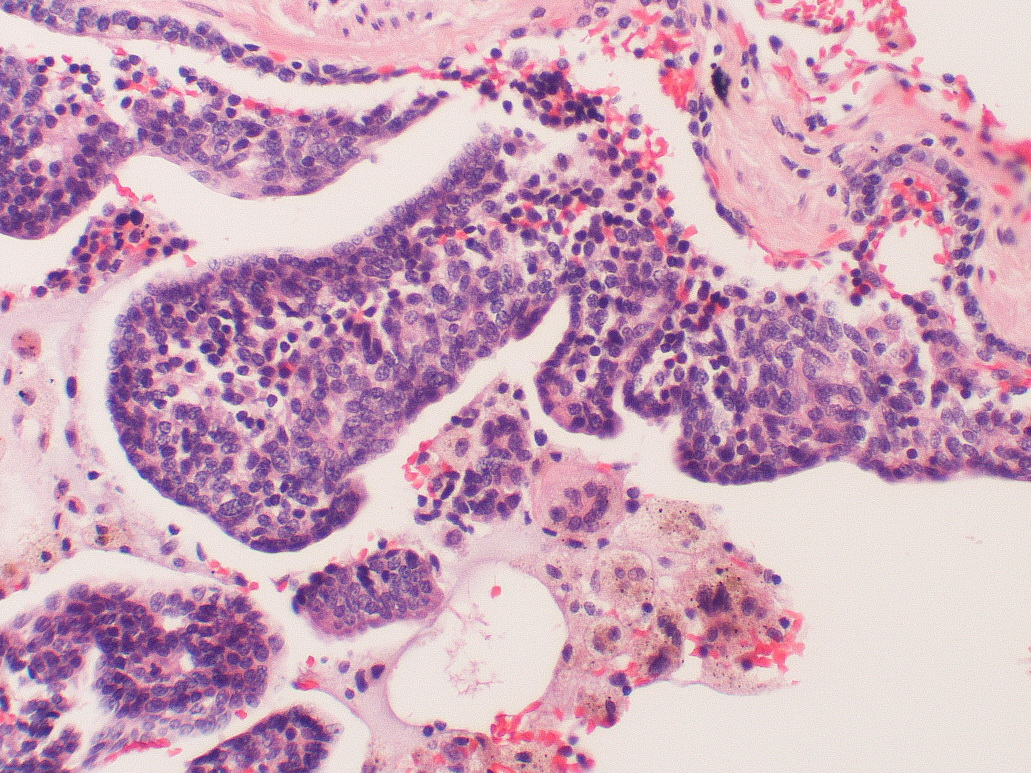
Proliferación de células neuroendócrinas en un bronquiolo.

Estas células pueden ser la fuente de varios tipos de cáncer de pulmón, en particular el carcinoma de células pequeñas del pulmón y el tumor carcinoide bronquial.

#### Función
Las PNEC pueden desempeñar un papel con los quimiorreceptores en la detección de hipoxia. Esto se ve mejor respaldado por la presencia de un canal de potasio sensible al oxígeno acoplado a una proteína sensorial de oxígeno en la membrana lumenal del conejo. Hipotéticamente, participan en la regulación del crecimiento y la regeneración de células epiteliales localizadas a través de un mecanismo paracrino, mediante el cual sus péptidos de señalización se liberan al medio ambiente. Además, contienen sustancias neuroactivas que se liberan del citoplasma basal. Estas sustancias inducen vasculatura o terminales nerviosas autónomas en la lámina propia profunda.

#### Papel en el pulmón fetal
En el pulmón fetal, con frecuencia se localizan en los puntos de ramificación de los túbulos de las vías respiratorias y en los seres humanos están presentes a las 10 semanas de gestación. Los péptidos y las aminas liberados por la PNEC están implicados en el desarrollo pulmonar fetal normal, incluida la morfogénesis ramificada. Los péptidos mejor caracterizados son GRP, la forma mamífera de bombesina y CGRP; estas sustancias ejercen efectos mitogénicos directos sobre las células epiteliales y exhiben muchas propiedades similares a los factores de crecimiento.

### Células neuroendocrinas hipotalámicas
Se pueden encontrar grupos especializados de células neuroendócrinas en la base del tercer ventrículo del cerebro (en la región llamada hipotálamo). Esta área controla la mayoría de las células de la hipófisis anterior y, por lo tanto, regula funciones en todo el cuerpo, como las respuestas al estrés, el frío, el sueño y el sistema reproductivo. Las neuronas envían procesos a una región que se conecta al tallo pituitario y las hormonas liberadoras se envían al torrente sanguíneo. Son transportados por vasos portales a las células pituitarias donde pueden estimular, inhibir o mantener la función de un tipo celular en particular.

### Células neuroendócrinas entéricas
Las neuroendócrinas (NEC) son células epiteliales raras, que  además de tener una función endócrina expresan marcadores y péptidos asociados con las neuronas y el sistema nervioso central.

Las enteroendócrinas (EEC) se pueden distinguir de las células endócrinas de otros órganos, por ejemplo, el pulmón y el páncreas. A pesar de representar sólo el 1% de las células epiteliales intestinales, el gran tamaño del epitelio intestinal lo convierte en el órgano endocrino más grande del cuerpo.

### Células neuroendocrinas suprarrenales
Otro ejemplo de célula neuroendocrina es una célula de la médula suprarrenal, que libera adrenalina a la sangre. 
Las células de la médula suprarrenal están controladas por el sistema nervioso simpático parte del sistema nervioso autónomo. Estas células cromafines son neuronas posganglionares modificadas, derivadas de los neuroblastos.
Las fibras nerviosas autónomas conducen directamente a las cromafines, desde el sistema nervioso central. Las hormonas de la médula suprarrenal se mantienen en vesículas de la misma manera que los neurotransmisores se mantienen en las vesículas neuronales. Los efectos hormonales pueden durar hasta diez veces más que los de los neurotransmisores.[cita requerida] Los impulsos de las fibras nerviosas simpáticas estimulan la liberación de hormonas en las células medulares suprarrenales. De esta manera, la división simpática del sistema nervioso autónomo y las secreciones medulares funcionan juntas.

## Tumores neuroendócrinos
Las neoplasias neuroendócrinas son tumores heterogéneos con un fenotipo común. Ocurren en casi todos los órganos o regiones del cuerpo y se originan a partir de células con un fenotipo neuroendócrino. Comparten la expresión de marcadores neuroendócrinos generales como la sinaptofisina y la cromogranina A.
Hay dos grupos de neoplasias neuroendócrinas (NEN): NEN bien diferenciados y de baja proliferación, llamados tumores neuroendócrinos (NET) o carcinoides, y NEN poco diferenciados y altamente proliferantes, llamados carcinomas neuroendócrinos de células pequeñas o grandes (NEC).